# Nadja Gallardo
Nadja Gallardo, geborene Jenzewski (* 2. April 1986 in Berlin) ist eine ehemalige deutsche Volleyballnationalspielerin.
Nadja Jenzewski spielte zunächst für den VC Olympia Berlin und beim Bundesligisten VfB 91 Suhl. In dieser Zeit hatte sie auch mehrere Einsätze in der A-Nationalmannschaft. 2006 wechselte die Zuspielerin zu den Roten Raben Vilsbiburg, mit denen sie deutscher Meister 2008 wurde. 2009 gewann sie den DVV-Pokal, wurde deutsche Vizemeisterin und erreichte das Final Four beim CEV-Pokal. 2010 wiederholte sie mit den Roten Raben die deutsche Meisterschaft. Nach der Saison 2010/11 legte sie aus gesundheitlichen Gründen eine Karrierepause ein. In der Saison 2012/13 spielte sie in der zweiten Mannschaft der Roten Raben in der Zweiten Bundesliga.

## Privates
2012 heiratete Jenzewski den Vilsbiburger Trainer Guillermo Gallardo, mit dem sie drei Kinder hat.